# دده گونش
دده گونش (به لاتین: Dədəgünəş) یک منطقهٔ مسکونی در جمهوری آذربایجان است که در شهرستان شماخی واقع شده‌است. دده گونش ۱۹۴ نفر جمعیت دارد.